# Lago di Lesina

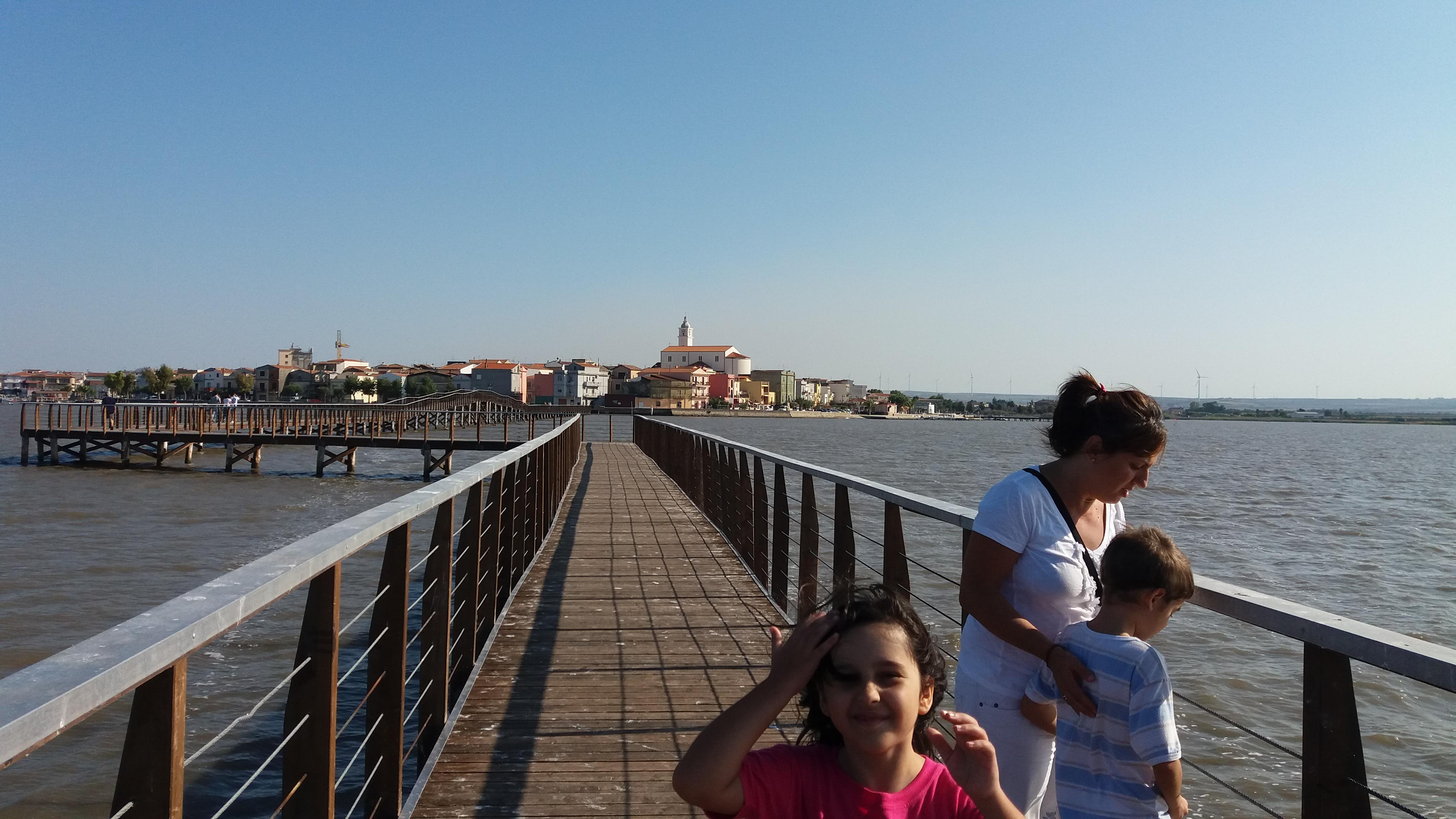
vista di Lesina dal pontile

Il lago di Lesina  (/ˈlezina/ o /ˈlɛzina/; in latino Lacus Pantanus) è un bacino lacustre salmastro situato a nord della Puglia, tra il Tavoliere delle Puglie e il promontorio del Gargano.
Lungo circa 22 km e largo mediamente 2,4 km, ha una superficie pari a 51,4 km². È il 9º lago italiano e il secondo dell'Italia meridionale.
Mediante due canali, l'Acquarotta e lo Schiapparo, la laguna comunica col mare Adriatico, da cui la separa una duna, il Bosco Isola, larga tra 1 e 2 km e lunga 16 km. Numerosi torrenti assicurano al lago un discreto apporto d'acqua dolce, mentre non secondario è il contributo ipogeo delle falde freatiche, così come quello meteorico. È il meno profondo tra i laghi italiani, con una profondità media pari a 0,7 metri ed una massima inferiore ai 2 metri.
Le sue acque sono popolate soprattutto da anguille, notevole fonte di reddito per il comune di Lesina.
Il lago, di origine costiera, si è formato in parte dall'accumulo alloctono di sedimenti lacustri provenienti dai fiumi situati a monte del bacino e in parte dall'accumulo autoctono di depositi lacustri provenienti dai margini dello stesso lago.
Nella parte orientale del lago si trova la Riserva naturale Lago di Lesina, un'area naturale protetta statale istituita nel 1981.
La riserva occupa una superficie di 930,00 ettari nella provincia di Foggia; è stata istituita come area di ripopolamento animale.
Nell'area è presente il Centro visite del Parco Nazionale del Gargano "Laguna di Lesina", gestito dalla Lipu.

Lago di Lesina

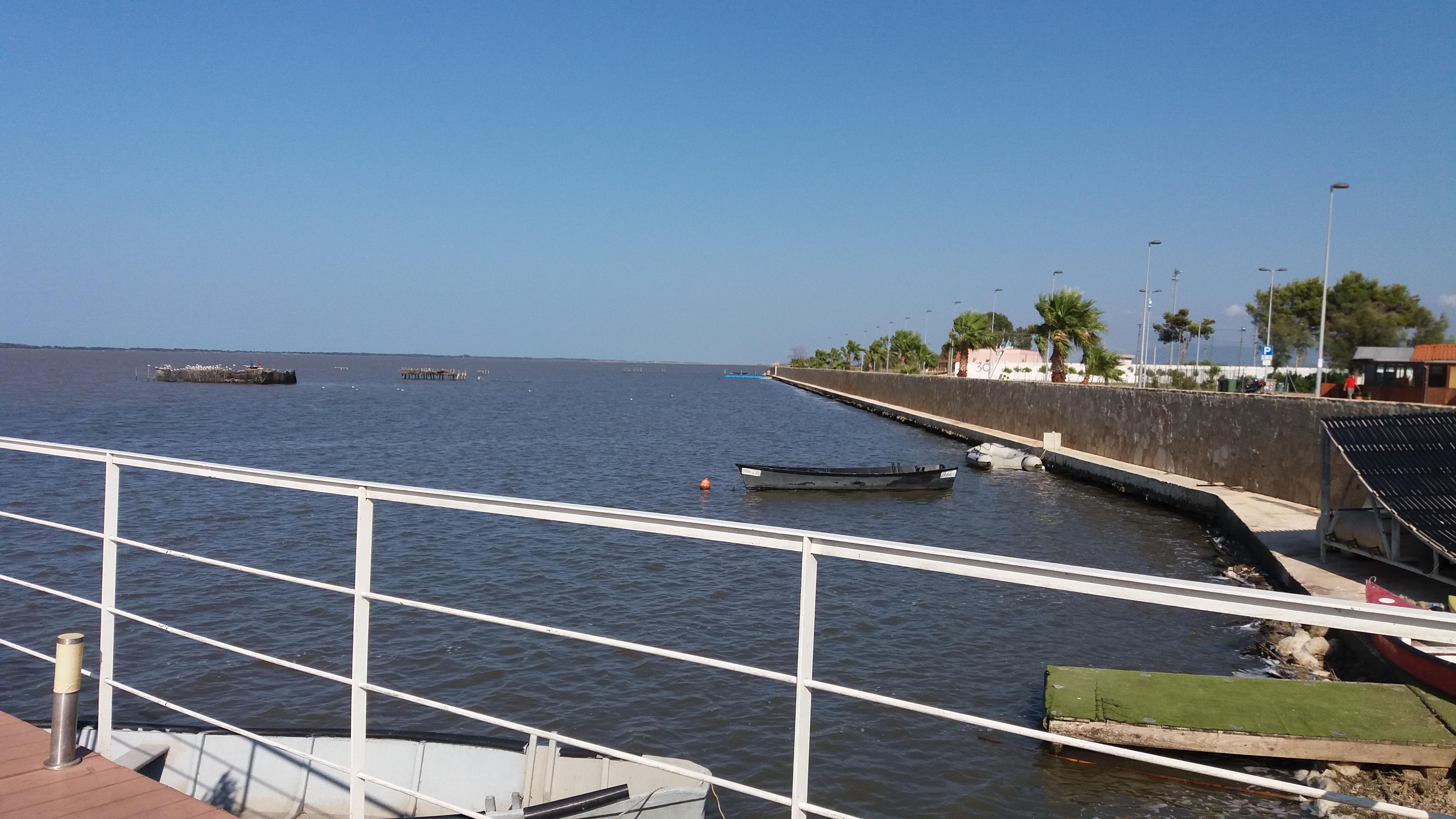
Lago e lungolago di Lesina

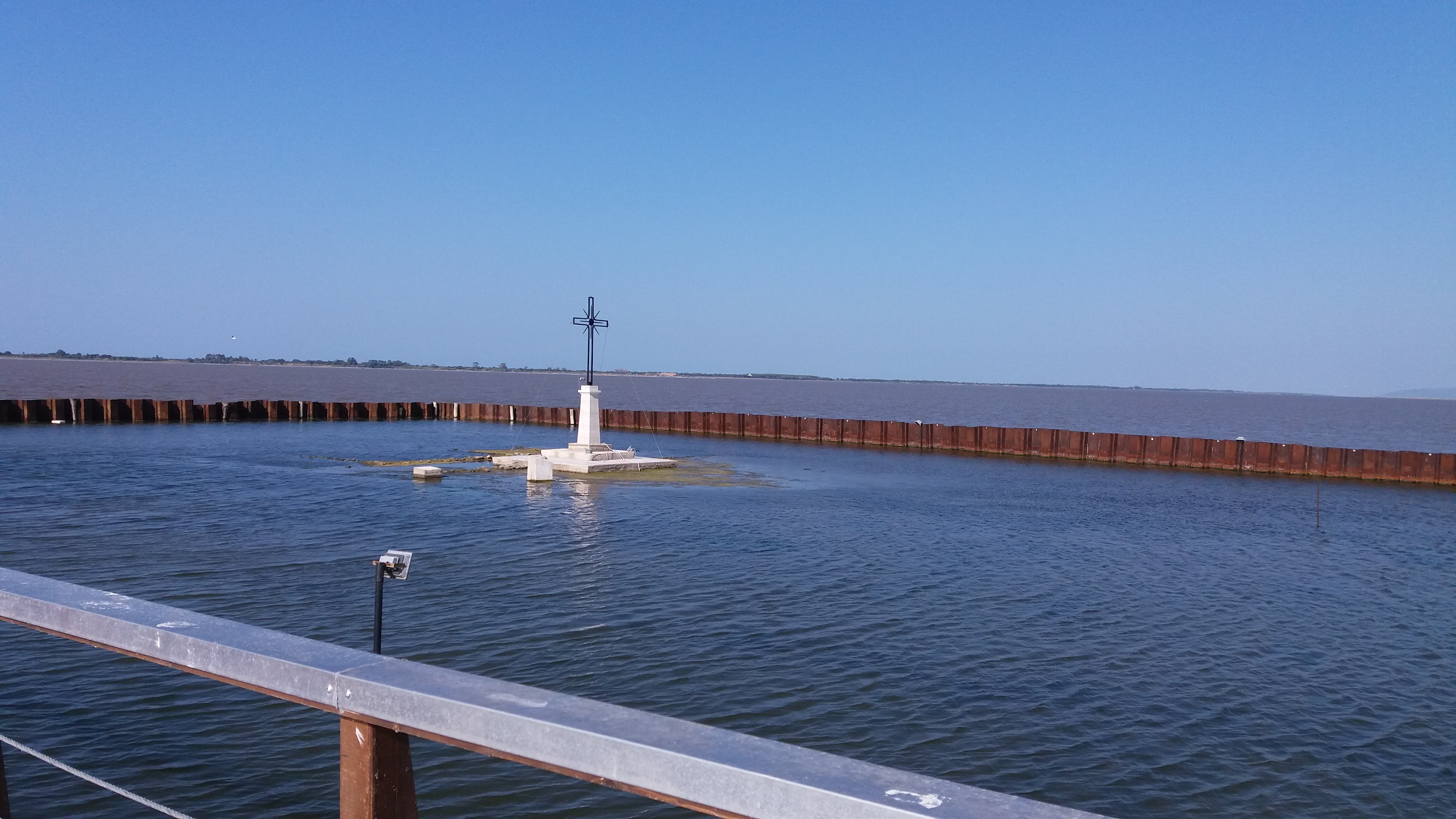
Lago di Lesina